# ハンナ・パウリ
ハンナ・パウリ（Hanna Pauli、結婚前の姓: Hirsch、1864年1月13日 - 1940年12月29日）はスウェーデンの画家である。写実的なスタイルの人物画を描いた。

## 略歴
ストックホルムで、ユダヤ系で音楽出版社を営むアブラハム・ヒルシュ（Abraham Hirsch: 1815-1900）の娘に生まれた。アーギュスト・マルムストレムの画塾で学んだ後、スウェーデン王立美術院で学んだ。1885年から1887年の間は美術学校で知り合ったエヴァ・ボニエ（1857-1909）とともにパリで学び、ボニエとスタジオを共有した。パリの私立の美術学校、アカデミー・コラロッシで学び、フランスの画家、エドゥアール・マネやジュール・バスティアン＝ルパージュらの作品から影響を受けた。友人のフィンランド生まれの画家、ヴェニー・ゾルダン（Venny Soldan-Brofeldt: 1863-1945）の肖像画を描き1887年のパリのサロンに出展し、受理された。
1887 年にストックホルムに戻り、その年、イタリアに出自を持つ名門の一族の出身の画家のゲオルク・パウリ（Georg Pauli: 1855-1935）と結婚した
。1905年に夫妻はストックホルムにAlbin Bragが設計した邸を所有し、スタジオを開いた。
1889年のパリ万国博覧会の展覧会にも出展し3等のメダルを受賞し、1893年のシカゴ万国博覧会にも出展した。
夫の勧めでモダニズム芸術を学ぶために 1913年にパリに再び滞在したが従来のスタイルで描き続けた。
1940年にストックホルム県のソルナ(Solna)で亡くなった。

## 作品

画家、ヴェニー・ゾルダンの肖像画(1886/1887) ヨーテボリ美術館
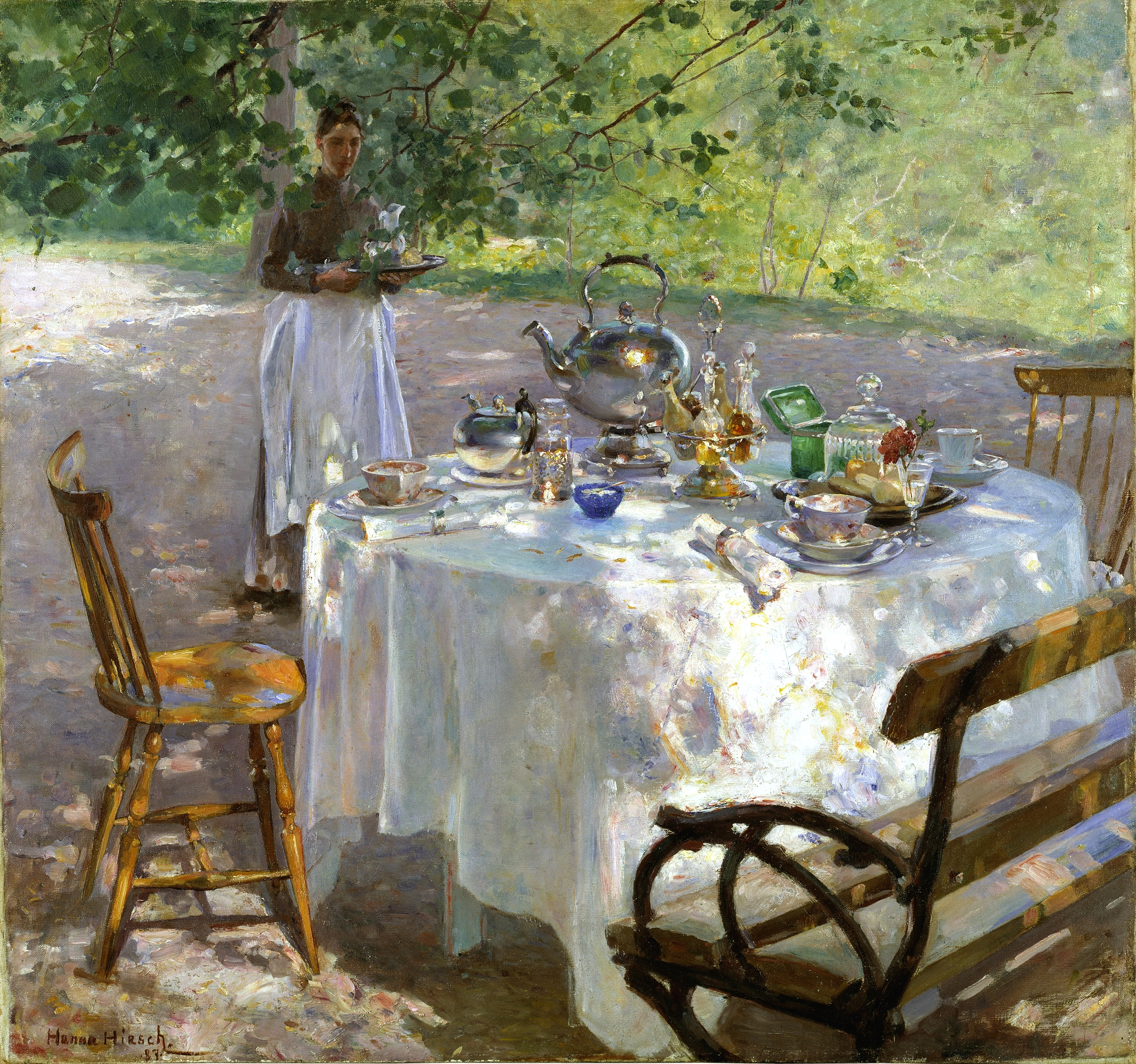
朝食の時間 (1887) スウェーデン国立美術館
バイエルンの農家の娘(1885/1887) スウェーデン国立美術館
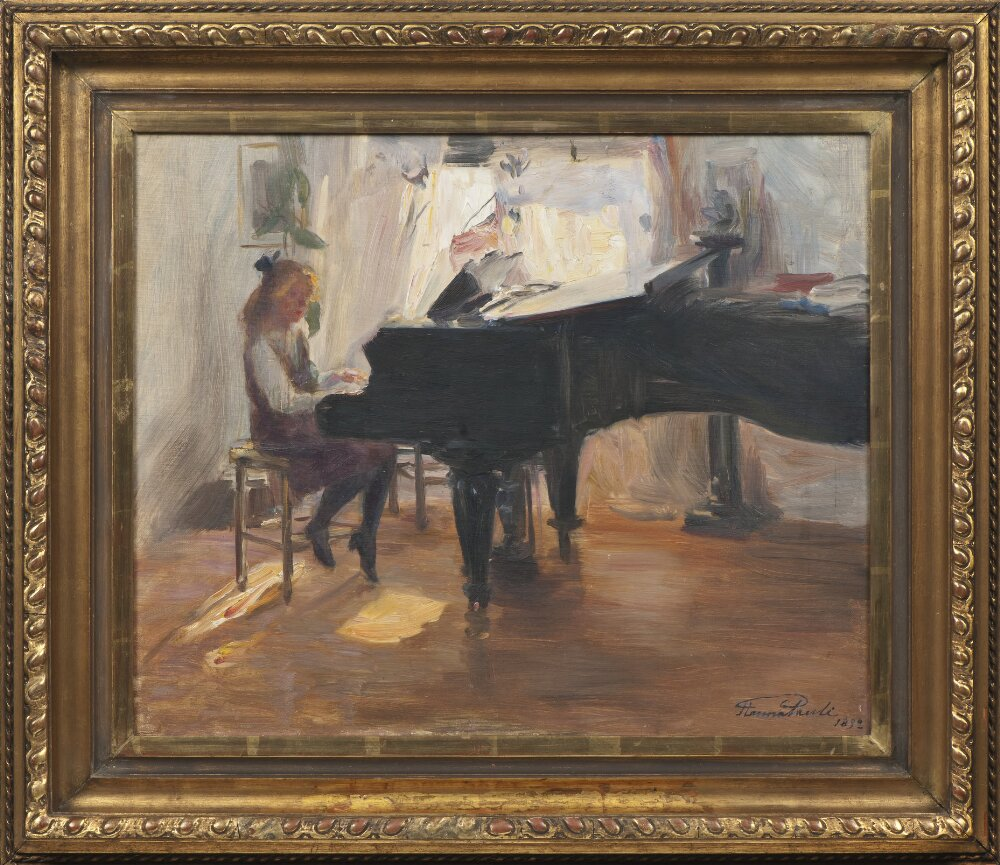
グランドピアノの前で (1927) スウェーデン国立美術館